# クリーモフ TV7-117

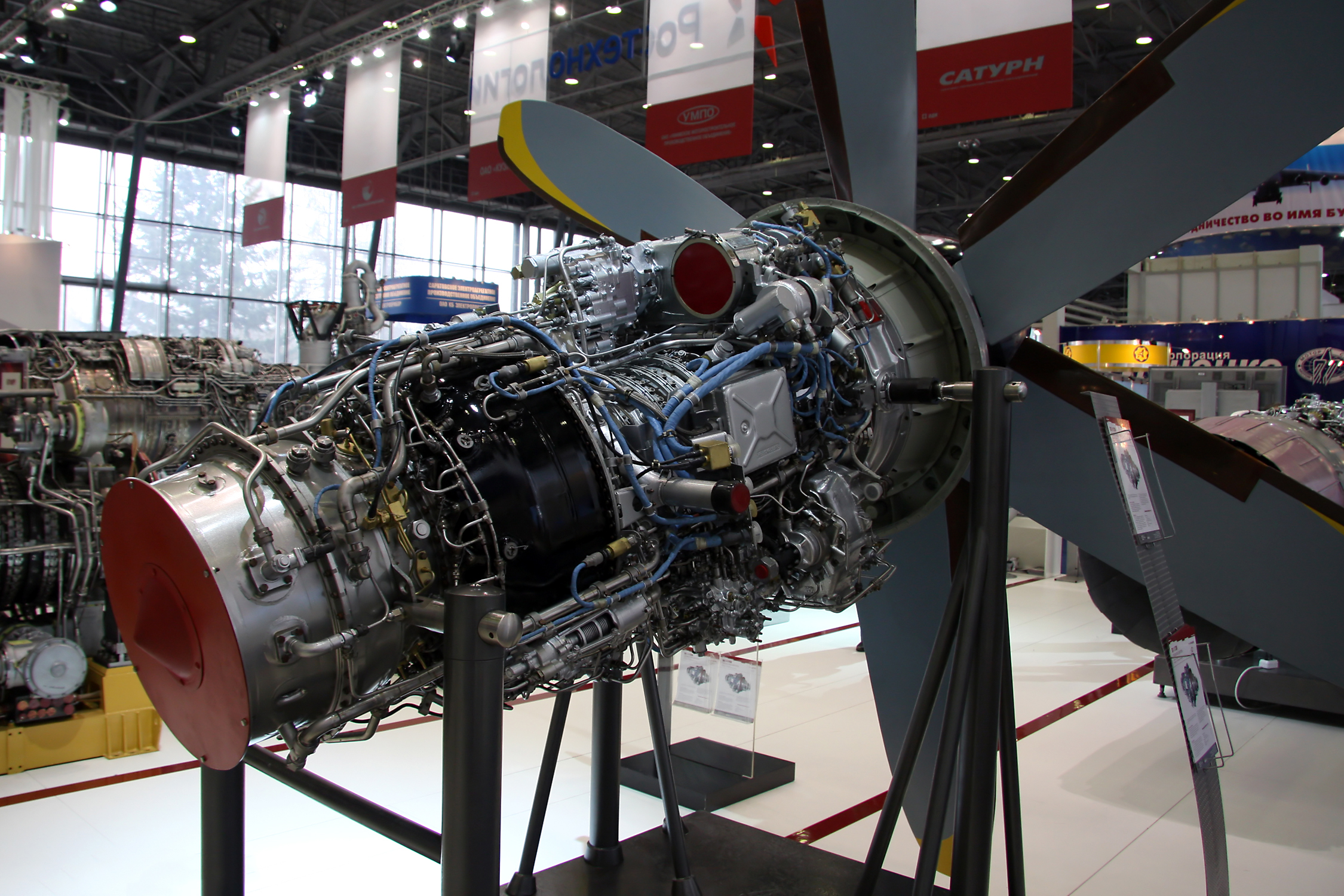
TV7-117SM

TV7-117（露：Климов ТВ7-117）は、ロシアのクリーモフが開発したターボプロップエンジンである。

## 概要
Il-114向けに開発され、1997年に認定された。TV7-117は、それまでに生産されてきたエンジンと比べ高い信頼性と燃費、長寿命を備えている。エンジンは、モジュラーデザインを採用しており、9つのモジュールで構成される。モジュールは現場で交換することができ、修理やメンテナンス性が向上したほか、劇的にコストを削減した。制御系には、電子系を2系統とバックアップ用の油圧系統を備えており、電子機器に異常が起きた場合でもエンジンを動作し続けられる。製造は、クリモフ（サンクトペテルブルク）、シェルニーショフ（モスクワ）、バラノフ（オムスク）で行われている。ターボシャフト型のTV7-117V(VM)とTV7-117VKは、VK-3000とも呼ばれる。
最新型であるTV7-117STはIl-112Vのために開発がスタートし2016年よりベンチテストを開始、2017年9月からはIl-76LLに搭載しての飛行試験を開始して、12月に第1段階を完了した。認証は2020年を計画している。

## モデル

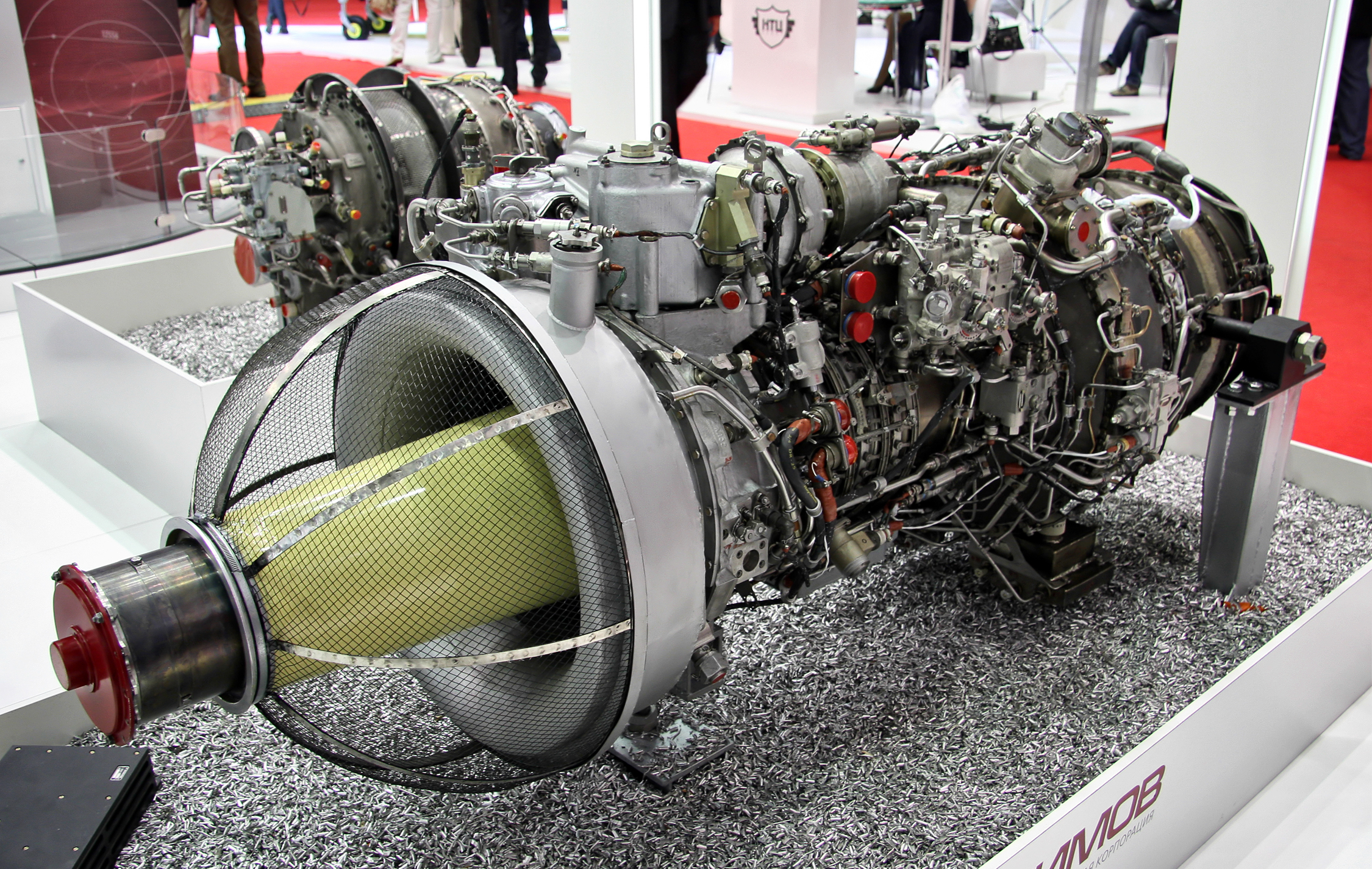
TV7-117V

TV7-117S
基本型。出力2,500馬力。最初のオーバーホールまで2,275時間/1,500サイクル、寿命は9,100時間/6,000サイクル。Il-114に搭載。
TV7-117SD
An-140用として提案されたエンジン。計画のみ。
TV7-117SV
MiG-110用として提案されたエンジン。計画のみ。
TV7-117SM
2002年に公表された改良型。製造性や保守性、信頼性の向上のほかBARK-12またはBARK-57エンジン用電子制御ユニットに基づいたFADECを装備した。また、クリモフが、デザインの特許や製造権を有する他の性能パラメータを維持しつつ、出力を10%増加させる遠心ホイールを備えている。Il-114-300に搭載。
TV7-117ST
TV7-117SMの出力向上型で、2,800馬力を有する。Il-112に搭載され、2018年よりサリュートの一部であるオムスクのエンジン工場で量産を開始する予定。アエロジラによって開発された推進力を増加させるAV112プロペラと共同して動作する。BARK-65STMとよばれるFADECを搭載。
TV7-117ST-01
TV7-117STの民間型。ロシア産業貿易省により生産再開分のIl-114-300に強力でないTV7-117SMに代わって装備する決定がなされている。
TV7-117V(VM)
ターボシャフト型。Mi-38に搭載され、出力は2,800馬力。2016年6月より量産が開始された。BARK-6VとよばれるFADECを搭載。
TV7-117VK
Mi-28、Ka-50/52のアップグレード用エンジン。出力は2,500馬力。

## 仕様
ターボプロップ型（TV7-117SM、TV7-117ST）
一般的特性
- 形式: ターボプロップ
- 全長: 2,136mm
- 直径: 940mm
- 乾燥重量: 530kg（SM）、450kg（ST）※プレスリリースでは500kg[4]

構成要素
- 圧縮機: 単軸シャフトの軸流遠心圧縮機、5段軸流 + 1段遠心
- 燃焼器: アニュラ型
- タービン: 2段軸流

性能
- 出力: 

  - 緊急出力：3,500 hp（ST）※プレスリリースでは3,600 hp[4]
  - 最大出力：3,000 hp（ST）
  - 離陸時出力：2,500 hp（SM）、2,800 hp（ST）
  - 巡航出力：1,800 hp（SM）、2,000 hp（ST）
- 全圧縮比（英語版）: 16 (離陸時)
- タービン入口温度: 1,500K
- 燃料流量: (巡航時)

  - 180 g/hp/hr （SM）
  - 175 g/hp/hr （ST）
- 出力重量比:

出典: 
ターボシャフト型（TV7-117V(VM)、TV7-117(VK)
一般的特性
- 形式: ターボシャフト
- 全長: 1,614mm（V(VM)）、2,077mm（VK）
- 直径: 

  - 幅：640mm（V(VM)）、685mm（VK）
  - 高さ：820mm
- 乾燥重量: 360kg（V(VM)）、380kg（VK）

構成要素
- 圧縮機: 単軸シャフトの軸流遠心圧縮機、5段軸流 + 1段遠心
- 燃焼器: アニュラ型
- タービン: 2段軸流

性能
- 出力: 

  - 緊急出力（30秒）：3,750 hp（V(VM)）
  - 緊急出力（2-5分間持続）：3,500 hp（V(VM)）
  - 緊急出力（30分間持続）：3,000 hp（V(VM)）、2,800 hp（VK）
  - 離陸時出力：2,800 hp（V(VM)）、2,500 hp（VK）
  - 巡航出力：2,000 hp（V(VM)）、1,800 hp（VK）
- 全圧縮比（英語版）: 16 (離陸時)
- タービン入口温度: 1,500K
- 燃料流量: 

  - 離陸時：199 g/hp/hr（V(VM)）、201 g/hp/hr（VK）
  - 巡航時：220 g/hp/hr（V(VM)）、230 g/hp/hr（VK）
- 出力重量比:

出典: 

## 関連
関連の開発
- VK-800（英語版）
- VK-2500

同等のエンジン
- チュルボメカ マキラ1A2
- プラット・アンド・ホイットニー・カナダ PW127H

関連リスト
- 航空用エンジンの一覧